# Макфейл, Эндрю
Джон Эндрю Макфейл (англ. John Andrew Macphail; 24 ноября 1864, Orwell, Остров Принца Эдуарда — 23 сентября 1938, Монреаль, Квебек) — канадский врач, писатель, профессор медицины и военный. Состоял в Королевском обществе Канады. Макфейл был плодовитым писателем и влиятельным интеллектуалом начала двадцатого века.

## Жизнь и работа
Эндрю Макфейл родился в городе Оруэлл, на Острове Принца Эдуарда, на недавно приобретённой семьёй ферме площадью 100 акров. Его отцом был Уильям Макфейл, школьный учитель, а матерью — Кэтрин Мур Смит, ранее проживавшая в Ньютоне, Пенсильвания.
Макфейл получил образование в колледже Принца Уэльского в Шарлоттауне, а затем в Макгиллском университете в Монреале, где он получил степень доктора медицины в 1891 году. Во время учёбы в Макгиллском Университете Макфейл написал ряд обзоров и статей для Montreal Gazette, Chicago Times и других газет. Часть денег, вырученных от этих работ, была потрачена на кругосветное путешествие.
Макфейл возобновил обучение в Англии, где стал членом Королевского колледжа хирургов и получил лицензию Королевского колледжа врачей.
В 1892 году Макфейл вернулся в Канаду и на следующий год женился на Джорджине Берланд из Монреаля. У них родилось двое детей, Джеффри и Дороти.
Начиная с 1895 года, он работал патологоанатомом-консультантом в городских больницах Вестерн и Верден.
В 1903 году он стал редактором «Монреальского медицинского журнала». Восемь лет спустя это издание объединилось с другим медицинским периодическим изданием, и Макфейл стал редактором журнала Канадской медицинской ассоциации. Он был редактором журнала вплоть до начала Первой мировой войны.
В 1907 году он был назначен первым профессором истории медицины в Макгиллском Университете и занимал эту должность до 1937 года.
Макфейл вступил в Первую мировую войну в возрасте 50 лет и в течение 20 месяцев служил на фронте в войсках полевой медицинской помощи. Будучи членом Шестой полевой бригады скорой помощи, он участвовал в нескольких сражениях, в том числе в битве за хребет Вими.

## Писательство

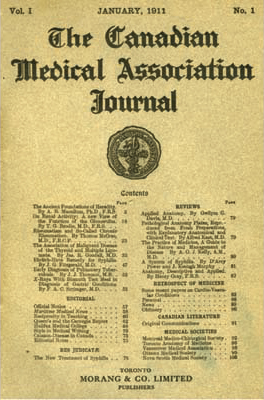
Первый выпуск журнала Канадской медицинской ассоциации, январь 1911 года.

Макфейл написал «Медицинскую службу (англ. The Medical Services)», первый том официальной истории канадских вооружённых сил в Первую мировую войну. Его книга была опубликована в 1925 году и включала критику министра милиции и главного хирурга. Она «вызвала серьёзные разногласия в политических и военных кругах».
Он написал эссе о канадском поэте Джоне Маккрее «Эссе о характере (англ. An essay in character)» для книги «На полях Фландрии и другие стихотворения» Маккрея, вышедшей в 1919 году.

### «Университетский журнал»
Многие эссе Макфейла были взяты из «Университетского журнала», литературного журнала, который он основал в 1907 году и, за исключением четырёх лет Первой мировой войны, редактировал до его закрытия в 1920 году. Ян Росс Робертсон назвал его «выдающимся канадским ежеквартальным изданием».
Генерал-губернатор Альберт Грей назвал его «лучшим периодическим изданием, издаваемым в Канаде». Спонсорами журнала были университеты Далхаузи, Макгилла и Торонто. Среди авторов значились Редьярд Киплинг, несколько членов кабинета министров и многие канадские учёные и литературные деятели, такие как Стивен Ликок и Марджори Пиктхолл.

### «Жена хозяина»
Книга Макфейла «Жена мастера (англ. The Master's Wife)» была опубликована посмертно в 1939 году. Это книга, которой Макфейл «уделил наибольшее внимание и которую он считал своей лучшей». В основу книги легли частично биография его самого и его семьи («Хозяином» был его отец), частично история их общины. Оруэлл назвал книгу «превосходным описанием жизни 19-го века на Острове Принца Уэльского, его очень важной социальной истории».
Факсимильное издание 1939 года продаётся Университетом Острова Принца Эдуарда, а вся прибыль поступает в фонд сэра Эндрю Макфейла.

## Признание
В январе 1918 года Макфейл был посвящён в рыцари за литературные достижения и военную службу.
Он был удостоен почётной докторской степени Макгиллском университете. В 1928 году он получил премию правительства Квебека в области литературы.
В 1910 году Макфейл был избран членом Королевского общества Канады. В 1930 году Общество наградило его медалью Лорна Пирса.

## Публикации
- Essays in Politics. London, New York: Longman’s Green, 1903[10].
- Essays in Puritanism. London: T.F. Unwin, 1905[10].
- Essays in Fallacy. New York: Longmans Green, 1910[10].
- The Book of Sorrow. London, New York: Oxford U P, 1916[10].
- The Cavendish Lecture on a Day’s Work. London: Lancet, 1917[10].
- Official History of the Canadian Forces in the Great War 1914—1919: The Medical Services. Ottawa: Acland, 1925[10].
- An Address on American Methods in Medical Education. London: British Medical Association, 1927[10].
- The Bible in Scotland. London: J. Murray, 1931[10].
- Our Canadian Speech. Montreal: La Patrie, 1935[10].
- The Master’s Wife. Toronto: McClelland and Stewart.

### Художественная литература и драма
- The Vine of Sibmah: A Relation of the Puritans. New York: Macmillan, 1906[10].

### Избранные статьи
- John Knox and the Church of England. Университетский журнал, Том VI, 1907.
- Loyalty — to What. Университетский журнал, Том VI, 1907.
- The Patience of England. Университетский журнал, Том VI, 1907.
- What Can Canada Do. Университетский журнал, Том VI, 1907.
- The American Woman, Part II. The Living Age, Том CCLIX, 1908.
- The Dominion and the Spirit. Университетский журнал, Том VII, 1908.
- Protection and Politics. Университетский журнал, Том VII, 1908.
- Why the Conservatives Failed. Университетский журнал, Том VII, 1908.
- New Lamps for Old. Университетский журнал, том VIII, 1909.
- British Diplomacy and Canada. Университетский журнал, Том VIII, 1909.
- The Nine Prophets. Университетский журнал, Том VIII, 1909.
- Canadian Writers and American Politics. Университетский журнал, Том IX, 1910.
- Oxford and Working-class Education. Университетский журнал, Том IX, 1910.
- An Obverse View of Education. Университетский журнал, Том IX, 1910.
- A Voice from the East. Университетский журнал, Том IX, 1910.
- The New Theology. Университетский журнал, Том IX, 1910.
- Certain Varieties of the Apples of Sodom. Университетский журнал, Том X, 1911.
- The Cleaning of the Slate. Университетский журнал, Том X, 1911.
- Confiscatory Legislation. Университетский журнал, Том X, 1911.
- Why the Liberals Failed. Университетский журнал, Том X, 1911.
- The Tariff Commission. Университетский журнал, Том XI, 1912.
- The Cost of Living. Университетский журнал, Том XI, 1912.
- The Navy and Politics. Университетский журнал, Том XII, 1913.
- Unto the Church. Университетский журнал, Том XII, 1913.
- Theory and Practice. Университетский журнал, Том XII, 1913.
- The Hill of Error. Университетский журнал, Том XII, 1913.
- The Dominion and the Provinces. Университетский журнал, Том XII, 1913.
- Patriotism and Politics. Университетский журнал, Том XIII, 1914.
- On Certain Aspects of Feminism. Университетский журнал, Том XIII, 1914.
- Consequences and Penalties. Университетский журнал, Том XIII, 1914.
- The Day of Wrath. Университетский журнал, Том XIII, 1914.
- Val Cartier Camp. Университетский журнал, Том XIII, 1914.
- An Ambulance in Rest. Университетский журнал, Том XVI, 1917.
- In this Our Necessity. Университетский журнал, Том XVI, 1917.
- The Conservative. Университетский журнал, Том XVIII, 1919.
- Women in Democracy. Университетский журнал, Том XIX, No. 1, 1920.
- The Immigrant. Университетский журнал, Том XIX, No. 2, 1920.

### Другие работы
- «На полях Фландрии» от Джона Маккрея вместе с эссе от Эндрю Макфейла, 1919.
- A Vista от Джона Кричтона вместе с предисловием от Эндрю Макфейла, 1921.
- Selected Poems от Артура Бурино вместе с примечанием от Эндрю Макфейла, 1935.